# Seznam děl Jiřího Antonína Heinze
Seznam uvádí díla sochaře Jiřího Antonína Heinze, který vychází z monografií Miloše Stehlíka Sochařský svět Jiřího Antonína Heinze (2013) a Heleny Zápalkové Jiří Antonín Heinz, 1698-1759 (2011), s přihlédnutím k novějším pramenům, které vylučují zde uvedená autorství, případně připisují nová.

## Dílo
| Foto                               | Dílo | Lokalita                                                                                       | Materiál                  | Datování–Stehlík                | Datování–Zápalková                                                                   | Poznámka |
| ---------------------------------- | --- | ---------------------------------------------------------------------------------------------- | ------------------------- | ------------------------------- | ------------------------------------------------------------------------------------ | --- |
|                                    | Sv. Josef | Moravská Třebová, nika průčelí františkánského kláštera u kostela sv. Josefa                   | pískovec                  | 1721                            | 1721                                                                                 | signováno a datováno |
|                                    | Sv. Jan Nepomucký | Svitavy, Brněnská 26                                                                           | pískovec                  | 1725                            | 1725                                                                                 | signováno a datováno, opravena 1750 |
|                                    | Sv. Jan Nepomucký | Prostějov, u kostel sv. Petra a Pavla                                                          | pískovec                  | 1725                            | 1725                                                                                 | datováno |
|                                    | Sv. Jan Nepomucký | Budišov nad Budišovkou, most                                                                   | pískovec                  | 1725                            | 1725                                                                                 | datováno |
|                                    | Sloup Nejsvětější Trojice | Hradec nad Svitavou, jih obce                                                                  | pískovec                  | 1725                            | –⁠                                                                                    | datováno, pouze horní část |
|                                    | Sv. Norbert, Premyslovská knížata Břetislav, Ota I., Ota III. a Vladimír, andílci                                                          | Olomouc, klášter Hradisko, atika prelatury                                                     | pískovec                  | 1728–1731                       | 1728–1731                                                                            | datováno archivně, sv. Norbert dokončen po Kašparu Köndegovi, sochy knížat mají sporné autorství, pravděpodobně se jedná o dílo Jana Sturmera                         |
|                                    | Sv. Jan Nepomucký | Sovinec, před vchodem do kostela                                                               | pískovec                  | 1729                            | 1729                                                                                 | datováno |
|                                    | Sv. Cyril a sv. Metoděj | Pasohlávky, kostel sv. Anny, hlavní oltář                                                      | dřevo                     | 2. polovina 20. let 18. století | –⁠                                                                                    | nepůvodní umístění, sochy zakoupeny v roce 1950 |
|                                    | Sv. Jan Nepomucký s andílkem | Lipňany, náves                                                                                 | pískovec                  | 1730                            | 1730                                                                                 | datováno |
|                                    | Řezbářská výzdoba bočních oltářů Navštívení Panny Marie a Božího Těla                                                                      | Uničov, kostel Nanebevzetí Panny Marie                                                         | dřevo                     | kolem 1730                      | přelom 20. a 30. let 18. století                                                     | |
|                                    | Krucifix | Uničov, kostel Nanebevzetí Panny Marie                                                         | dřevo                     | kolem 1730                      | –⁠                                                                                    | |
|                                    | Malá kalvárie | Uničov, kostel Nanebevzetí Panny Marie, sakristie                                              | dřevo                     | 30. léta 18. století            | před 1734                                                                            | pochází asi z nedochovaného oltáře |
|                                    | Andílci | Moravská Třebová, kostel sv. Josefa, nástavce bočních oltářů sv. Františka a jeho protějšku    | dřevo                     | kolem 1730                      | –⁠                                                                                    | části andílků uložena v klášterní chodbě |
|                                    | Panna Marie s Ježíškem | Moravský Beroun, kostel Nanebevzetí Panny Marie, nika nad hlavním oltářem                      | dřevo                     | kolem 1730                      | konec 20. let 18. století                                                            | původně asi druhotně na kazatelně v kostele sv. Jana Nepomuckého v Karlovci                                                                                           |
|                                    | Alegorické sochy čtyř ročních dob | Olomouc, klášter Hradisko, vestibul prelatury                                                  | pískovec                  | 1731                            | 1731                                                                                 | datováno archivně |
|                                    | Úprava soch Panny Marie Svatokopecké s Ježíškem a sv. Štěpána, štuková svatozář a mariánský monogram                                       | Svatý Kopeček, průčelí kostela Navštívení Panny Marie                                          | pískovec, štuk            | 1731                            | 1731                                                                                 | datováno archivně, úprava soch Františka Zürna st. z roku 1680, mariánský monogram je kopie zničeného                                                                 |
|                                    | Oplakávání Krista (Pieta) | Svatý Kopeček, Svaté schody při premonstrátské rezidenci                                       | dřevo                     | kolem 1731                      | kolem 1735                                                                           | signováno |
|                                    | Sv. Jan Nepomucký | Hnojice, náves                                                                                 | pískovec                  | 1732                            | 1732                                                                                 | signováno a datováno |
|                                    | Panna Marie Immaculata s Ježíškem | Ryžoviště, náměstí                                                                             | pískovec                  | 1733                            | 1733                                                                                 | datováno |
|                                    | Panna Marie Bolestná | Vendolí                                                                                        | pískovec                  | 1733                            | 1733                                                                                 | signováno a datováno |
|                                    | Krucifix | Olomouc, kaple Arcibiskupského kněžského semináře                                              | dřevo                     | 1733                            | 1733                                                                                 | signováno a datováno, pochází snad z některého kostela v Olomouci (Dolní náměstí)                                                                                     |
|                                    | Sv. Jan Nepomucký | Olomouc, kostel sv. Mořice, boční oltář sv. Jana Nepomuckého                                   | dřevo                     | 1733                            | kolem 1735                                                                           | datováno archivně |
|                                    | Sv. Jan Nepomucký | Samotišky, křižovatka Tovéřské a Podhůry                                                       | pískovec                  | 1733                            | –⁠                                                                                    | datováno |
|                                    | Sloup se sochou Panny Marie kojící Ježíka                                                                                                  | Uničov, u kostela Nanebevzetí Panny Marie                                                      | pískovec                  | 1734                            | 1727?                                                                                | původní pouze horní část sochy P. Marie (busta doplněna v 19. století na celou postavu)                                                                               |
|                                    | Sv. Barbora | Uničov, nika průčelí bývalé šatlavy                                                            | pískovec                  | 1734                            | 1734                                                                                 | úprava starší sochy z roku 1724 |
|                                    | Sv. Jan Nepomucký s andílky | Morkovice, náves                                                                               | vápenec                   | 1735                            | –⁠                                                                                    | datováno |
|                                    | Řezbářská výzdoba oltáře s kalvárií se dvěma anděly v pohřební kapli Žerotínů                                                              | Velké Losiny, kostel sv. Jana Křtitele                                                         | dřevo                     | 1734                            | před 1745                                                                            | |
|                                    | Kazatelna a křtitelnice | Velké Losiny, kostel sv. Jana Křtitele                                                         | dřevo                     | 30. léta 18. století            | 1734                                                                                 | Zápalková neuvádí křtitelnici |
|                                    | Sochařská výzdoba zámecké zahrady (Tritón, vázy, 3 fontány 8 trpaslíků)                                                                    | Velké Losiny, zámek                                                                            | pískovec                  | 1735–1738                       | 1736–1741                                                                            | datováno archivně, dílna, spolupráce s Janem Jiřím Lehnerem, dochováno pouze torzo uložené pod arkádami "nízkého" zámku, Zápalková uvádí Tritóna s otazníkem (Lehner) |
|                                    | Řezbářská výzdoba hlavního oltáře | Litovel-Staré Město, kostel sv. Filipa a Jakuba                                                | dřevo                     | polovina 30. let 18. století    | 30. léta 18. století                                                                 | dílna |
|                                    | Sv. Jan Nepomucký | Rajnochovice, před kostelem sv. Anny                                                           | pískovec                  | polovina 30. let 18. století    | –⁠                                                                                    | |
|                                    | Kazatelna | Uničov, kostel Povýšení sv. Kříže                                                              | dřevo                     | před 1736                       | před 1734                                                                            | polychromovaI roku 1736 Ignác Oderlický |
|                                    | Stojany Nebeského a Zemského glóbu | Olomouc, Vlastivědné muzeum                                                                    | dřevo                     | 1738                            | 1738, 1739                                                                           | datováno na nebeském glóbu, původně v knihovně augustiniánského kláštera v Olomouci                                                                                   |
|                                    | Sv. Jan Nepomucký s andílky se sochami sv. Josefa, sv. Otty, sv. Františka z Pauly, sv. Antonína Paduánského, sv. Jana z Boha a sv. Otýlie | Dub nad Moravou, náves                                                                         | pískovec                  | 1738                            | 1738–⁠1740                                                                            | signováno a datováno, dílna |
|                                    | 2 Hermovky | Bílčice, kostel sv. Markéty                                                                    | dřevo                     | –⁠                               | druhá polovina 30. let 18. století                                                   | původně z varhan zaniklého kostela sv. Petra a Pavla v Olomouci |
|                                    | Sv. Jan Sarkander | Olomouc, kostel sv. Mořice, při pilíři lodi                                                    | dřevo                     | 30. léta 18. století            | kolem 1735                                                                           | původně se socha nacházela v průjezdu v Ostružnické ulici 27 v Olomouci                                                                                               |
|                                    | Sv. Jan Nepomucký s andílky | Starý Maletín u silnice na Javoří                                                              | pískovec                  | 30. léta 18. století            | 1728–⁠1729                                                                            | sochy andílků chybí, nepůvodní podstavec |
|                                    | Řezbářská výzdoba bočního oltáře Panny Marie a kazatelna                                                                                   | Bohuňovice, kostel sv. Jana Křtitele                                                           | dřevo                     | 30. léta 18. století            | 2. polovina 30. let 18. století                                                      | dílna, andělé na bočním oltáři původně na hlavním oltáři |
|                                    | Sv. Jan Nepomucký s andělem | Kravaře, nádvoří zámku                                                                         | pískovec                  | 30. léta 18. století            | druhá polovina 30. až počátek 40. let 18. století                                    | dílna, původně ve Velkých Hošticích, kde je dnes kopie |
|                                    | Sv. Josef | Brno, soukromá sbírka                                                                          | dřevo                     | 30. léta 18. století            | –⁠                                                                                    | |
|                                    | Anděl | Brno, soukromá sbírka                                                                          | dřevo                     | 30. léta 18. století            | –⁠                                                                                    | |
|                                    | Krucifix | Brno, soukromá sbírka                                                                          | dřevo                     | 30. léta 18. století            | –⁠                                                                                    | |
|                                    | Vítězný Kristus | Dolní Loučka, fara                                                                             | dřevo                     | 30. léta 18. století            | –⁠                                                                                    | |
|                                    | Sv. Jan Nepomucký | Jindřichov, pilíř hřbitovní brány                                                              | pískovec                  | 30. léta 18. století            | 2. polovina 20. let 18. století                                                      | |
|                                    | Krucifix, křtitelnice a podstavec mariánské sochy na hlavním oltáři                                                                        | Litovel, kostel sv. Marka                                                                      | dřevo                     | 30. léta 18. století            | 30. léta 18. století                                                                 | |
|                                    | Řezbářská výzdoba bočního oltáře sv. Jana Nepomuckého                                                                                      | Náklo, kostel sv. Jiří                                                                         | dřevo                     | 30. léta 18. století            | –⁠                                                                                    | |
|                                    | Andělé na svatostánku oltáře sv. Augustina                                                                                                 | Svatý Kopeček, kostel Navštívení Panny Marie                                                   | dřevo                     | 30. léta 18. století            | –⁠                                                                                    | |
|                                    | Sv. Jan Sarkander | Přestavlky, před zámkem                                                                        | pískovec                  | 30. léta 18. století            | –⁠                                                                                    | |
|                                    | Kazatelna a krucifix | Štěpánov, kostel sv. Vavřince                                                                  | dřevo                     | 30. léta 18. století            | –⁠                                                                                    | |
|                                    | Řezbářská výzdoba bočního oltáře Panny Marie a andílci s obláčky z torza protějškového oltáře                                              | Dolany, kostel sv. Matouše                                                                     | dřevo                     | 30. léta 18. století            | –⁠                                                                                    | původem asi z kostela sv. Mořice v Olomouci |
|                                    | Sv. Josef s Ježíškem | Dub nad Moravou, u silnice k poutnímu kostelu                                                  | pískovec                  | 1740                            | 1740                                                                                 | datováno |
|                                    | Sv. Jan Nepomucký | Znojmo, Jihomoravské muzeum                                                                    | dřevo                     | po 1740                         | –⁠                                                                                    | modelletto |
|                                    | Sv. Anna Samotřetí | Horní Sukolom, u silnice na severním konci                                                     | pískovec                  | 1742                            | –⁠                                                                                    | datováno, opraveno 1895, v Uničově se nachází zvětšená dílenská replika                                                                                               |
|                                    | Reliéf s krucifixem | Olomouc, Pavelčákova 21, nádvorní fasáda domu                                                  | pískovec                  | 1742                            | 1742                                                                                 | datováno |
|                                    | Sv. Florián s andílky | Uhřičice, náves                                                                                | pískovec                  | 1742                            | 1742–⁠1746?                                                                           | signováno a datováno, dílna |
|                                    | Sv. Jan Nepomucký s anděly | Uničov, Olomoucká 226                                                                          | pískovec                  | 1742                            | před 1734 nebo 1742?                                                                 | datováno, spolupráce s Ignácem Winklerem, původně do roku 1742 na náměstí                                                                                             |
|                                    | Panna Marie Immaculata, sv. Josef, sv. Florián, sv. Jiří s drakem a sv. Juda Tadeáš                                                        | Uničov, Mariánský sloup                                                                        | pískovec                  | 1729–1743                       | 1742–1743                                                                            | signováno a datováno, Zápalková dataci zužuje pouze na Heinzův podíl                                                                                                  |
|                                    | Immaculata | Račice, náves                                                                                  | pískovec                  | 1744                            | 1744                                                                                 | dílna, datováno |
|                                    | Sv. Vendelín, sv. Florián | Račice, most                                                                                   | pískovec                  | kolem 1744                      | před 1744                                                                            | dílna |
|                                    | Sv. Anna Samotřetí | Uničov, u silnice na Lazce                                                                     | pískovec                  | 1744                            | –⁠                                                                                    | dílenská replika sochy z Horní Sukolomi |
|                                    | Sv. Jan Nepomucký s andílkem | Náměšť na Hané, u mostu                                                                        | pískovec                  | –⁠                               | před 1745                                                                            | původně u zámecké zahrady |
|                                    | Oltář s Pietas Domini a anděly | Znojmo, kostel sv. Mikuláše, kaple sv. Trojice                                                 | dřevo                     | kolem 1745                      | –⁠                                                                                    | |
|                                    | Sv. Alois z Gonzagy | Kravsko, zámecká zahrada                                                                       | mušlový vápenec           | 1746                            | 1746                                                                                 | datováno, dílna, původem z areálu bývalého jezuitského dvora Purkrábka u Suchohrdel                                                                                   |
|                                    | Panna Marie Immaculata s Ježíškem | Národní park Podyjí, cesta mezi Konicemi a Novým Šaldorfem                                     | mušlový vápenec           | –⁠                               | 1746                                                                                 | datováno, dílna, původem z areálu bývalého jezuitského dvora Purkrábka u Suchohrdel, přesunuta zde z farní zahrady v Příměticích, kde je na návsi autorská replika    |
|                                    | Panna Marie Immaculata s Ježíškem | Přímětice, křižovatka v obci                                                                   | mušlový vápenec           | 1746                            | 1749                                                                                 | datováno chronogramem 1746, další dílenská replika z farní zahrady přesunuta do Národního parku Podyjí                                                                |
|                                    | Kartuš se znakem louckého opatství | Vrbovec, hlavní portál kostela sv. Jana Křtitele                                               | kámen                     | 1747                            | –⁠                                                                                    | datováno |
|                                    | Vyučování Panny Marie | Vrbovec, kostel sv. Jana Křtitele                                                              | dřevo                     | kolem 1747                      | –⁠                                                                                    | dílna |
|                                    | Sv. Tekla | Znojmo-Louka, kostel Nanebevzetí Panny Marie, depozitář                                        | dřevo                     | –⁠                               | kolem 1748                                                                           | |
|                                    | Sv. Josef s Ježíškem | Rancířov, u silnice do Jihlavy                                                                 | vápenec                   | 1748                            | 1748                                                                                 | signováno a datováno |
|                                    | Pieta Šaštínská | Šatov, před farou                                                                              | mušlový vápenec           | 1748                            | 1748                                                                                 | datováno |
|                                    | Sv. František Xaverský | Znojmo, Jihomoravské muzeum, nádvoří minoritského kláštera                                     | mušlový vápenec           | –⁠                               | 1749                                                                                 | dílna, původem z areálu bývalého jezuitského dvora Purkrábka u Suchohrdel                                                                                             |
|                                    | Sv. Alois z Gonzagy | Přímětice, u cesty ke Znojmu                                                                   | mušlový vápenec           | 1749                            | 1749                                                                                 | datováno |
|                                    | Sv. Florián | Břežany, zámecký park                                                                          | mušlový vápenec           | 1749                            | 1749                                                                                 | datováno |
|                                    | Kaple sv. Norberta | Znojmo-Louka, kostel Nanebevzetí Panny Marie                                                   | štuk, umělý mramor, dřevo | konec 40. let 18. století       | 1748–⁠1750                                                                            | |
|                                    | Andílci na stallách a tři zrcadlové svícny                                                                                                 | Znojmo-Louka, kostel Nanebevzetí Panny Marie, nástavce opatské a proboštské stally a depozitář | dřevo                     | 40. léta 18. století            | kolem 1748                                                                           | Zápalková neuvádí andílky na stallách |
|                                    | Kartuš se znakem louckého opatství a Krucifix                                                                                              | Strachotice, boční portál kostela sv. Jiří, krucifix v kostele                                 | vápenec, dřevo            | 40. léta 18. století            | druhá polovina 40. let 18. století                                                   | Zápalková neuvádí znak |
| Šatov, fara 2 - erb.               | Kartuš se znakem louckého opatství | Šatov, průčelí fary                                                                            | vápenec                   | 40. léta 18. století            | –⁠                                                                                    | |
|                                    | Řezbářská výzdoba hlavního oltáře | Znojmo, kostel sv. Alžběty                                                                     | dřevo                     | 40. léta 18. století            | –⁠                                                                                    | původem z františkánského kostela ve Znojmě, části sochařské výzdoby je ve sbírkách Jihomoravského muzea a Moravské galerie                                           |
|                                    | Adorující andělé a andílci | Znojmo, Jihomoravské muzeum, oltář kaple Deblínského zámku                                     | dřevo                     | 40. léta 18. století            | druhá polovina 40. let 18. století                                                   | původem z hlavního oltáře františkánského kostela ve Znojmě, inv. č. Ec 158 a, b                                                                                      |
|                                    | Andílek | Brno, Moravská galerie                                                                         | dřevo                     | 40. léta 18. století            | druhá polovina 40. let 18. století                                                   | původem z hlavního oltáře františkánského kostela ve Znojmě, inv č. E 429                                                                                             |
|                                    | Konzola se hlavou serafína | Znojmo, Jihomoravské muzeum                                                                    | dřevo                     | 30. léta 18. století            | druhá polovina 40. let 18. století                                                   | původem z kostela sv. Barbory u Louckého kláštera, inv. č. Ec 33 |
|                                    | Dekorativní řezby na hlavním oltáři, relikviář sv. Olympia a rám predelového obrazu sv. Aloise                                             | Znojmo, kostel sv. Michala                                                                     | dřevo                     | 40. léta 18. století            | –⁠                                                                                    | |
|                                    | Sv. Jan Nepomucký s andílkem | Oleksovice, u fary                                                                             | vápenec                   | 40. léta 18. století            | –⁠                                                                                    | |
|                                    | Sv. Josef s Ježíškem | Olomouc, kostel sv. Kateřiny, boční oltář                                                      | dřevo                     | 40. léta 18. století            | –⁠                                                                                    | nepůvodní umístění na novějším oltáři, sporné autorství, pravděpodobně se jedná o dílo Jana Michaela Scherhaufa                                                       |
|                                    | 2 Trpaslíci–Turkové | Šternberk, nádvoří hradu                                                                       | pískovec                  | 40. léta 18. století            | –⁠                                                                                    | původem z Uničova, při ulici Staňkova |
|                                    | Sv. Jan Nepomucký a sv. Norbert | Olomouc, Arcidiecézní muzeum                                                                   | dřevo                     | 40. léta 18. století            | –⁠                                                                                    | modelletta nebo sošky z domácího oltáře, původem z kaplanky v Jalubí                                                                                                  |
|                                    | Alegorické sochy čtyř ročních dob | Dub nad Moravou, brány proboštství                                                             | pískovec                  | 40. léta 18. století            | –⁠                                                                                    | sochy Léta a Podzimu jsou v odlitku na bráně a Jara a Zimy umístěné v budově proboštství                                                                              |
|                                    | Sv. Jan Nepomucký | Kasárna, u kaple                                                                               | mušlový vápenec           | 40. léta 18. století            | konec 40. let 18. století                                                            | |
|                                    | Sv. Stanislav Kostka | Znojmo, Jihomoravské muzeum, nádvoří minoritského kláštera                                     | mušlový vápenec           | –⁠                               | před 1750                                                                            | dílna, původem z areálu bývalého jezuitského dvora Purkrábka u Suchohrdel                                                                                             |
| [[File:Hodonice, kostel 2 - brána. | Sv. Jakub Větší a dvě dekorativní vázy | Hodonice, brána u kostela sv. Jakuba Většího                                                   | mušlový vápenec           | kolem 1750                      | před 1753                                                                            | |
|                                    | Sv. Jiří | Hostim, kostel sv. Františka Serafinského                                                      | dřevo                     | kolem 1750                      | před 1753                                                                            | původem z kostela sv. Jakuba v Brně |
|                                    | Řezbářská výzdoba varhanní skříně a kruchty, andílci v nástavci oltáře sv. Petra Mučedníka a sv. Dominika                                  | Znojmo, kostel Nalezení svatého Kříže                                                          | dřevo, štuk               | 1753–1755                       | 1753–1755                                                                            | datováno, Zápalková neuvádí andílky na oltáři sv. Petra, sv. Dominika a zpovědnice, andílci ze zpovědnice uloženi v depozitáři kláštera                               |
|                                    | Řezbářská výzdoba bočních oltářů sv. Barbory, sv. Jana Nepomuckého a sv. Šebestiána                                                        | Znojmo, kostel Nalezení svatého Kříže                                                          | dřevo                     | po 1755                         | před 1753 (oltář sv. Jana Nepomuckého), po 1755 (oltář sv. Šebestiána a sv. Barbory) | datováno |
|                                    | Sv. Donát | Pravice                                                                                        | vápenec                   | 50. léta 18. století            | –⁠                                                                                    | na zadní straně podstavce je letopočet 1753 |
|                                    | Řezbářská výzdoba hlavního oltáře | Znojmo-Hradiště, kostel sv. Hypolita                                                           | dřevo                     | 50. léta 18. století            | –⁠                                                                                    | dva andílci na oltáři jsou od Ondřeje Schweigla z bočního oltáře |
|                                    | Adorující serafíni | Trstěnice, kostel Povýšení sv. Kříže, hlavní oltář                                             | dřevo                     | –⁠                               | –⁠                                                                                    | Stehlík dílo nedatuje, Zápalková neuvádí |
|                                    | |                                                                                                |                           |                                 |                                                                                      | |
|                                    | Návrh oltáře Panny Marie I. | Šumperk, Státní okresní archiv, fond Farní úřad Staré Město 2                                  | papír, pero               | 1738                            | 1738                                                                                 | signováno a datováno, pro kostel sv. Anny ve Starém Městě pod Sněžníkem?                                                                                              |
|                                    | Návrh oltáře Panny Marie II. | Šumperk, Státní okresní archiv, fond Farní úřad Staré Město 2                                  | papír pero                | 1738                            | (1738)                                                                               | pro kostel sv. Anny ve Starém Městě pod Sněžníkem? |

## Nezachovaná díla
| Dílo                                                                                | Původní lokalita                                              | Materiál        | Datování–Zápalková | Poznámka                                                                           |
| ----------------------------------------------------------------------------------- | ------------------------------------------------------------- | --------------- | ------------------ | ---------------------------------------------------------------------------------- |
| Sochařská výzdoba zámecké zahrady (Tritón, Nereidky, delfíni, alegorie ročních dob) | Velké Losiny, zámecká zahrada                                 | pískovec        | 1736–⁠1740          | Stehlík alegorie ročních dob připisuje Janu Jiřímu Lehnerovi                       |
| Sv. Eustach                                                                         | Račice, most                                                  | pískovec        | kolem 1744         | dílna, socha zničena po polovině 20. století, Zápalková toto dílo neuvádí          |
| Archanděl Michael                                                                   | Purkrábka u Znojma                                            | mušlový vápenec | 1746–⁠1750          | pochází ze souboru soch v areálu bývalého jezuitského dvora Purkrábka u Suchohrdel |
| Sv. František Borgiáš                                                               | Purkrábka u Znojma                                            | mušlový vápenec | 1746–⁠1750          | pochází ze souboru soch v areálu bývalého jezuitského dvora Purkrábka u Suchohrdel |
| Sv. Ignác z Loyoly                                                                  | Purkrábka u Znojma                                            | mušlový vápenec | 1746–⁠1750          | pochází ze souboru soch v areálu bývalého jezuitského dvora Purkrábka u Suchohrdel |
| Bolestná Panna Marie pod Křížem                                                     | Nikitsch (Rakousko), zámek Gálosháza, tabernákl zámecké kaple | dřevo           | mezi 1745–⁠1753     |                                                                                    |

## Vyloučené autorství
| Foto | Dílo                                                                     | Lokalita                                                       | Materiál | Datování–Stehlík     | Datování nové | Poznámka                                                   |
| ---- | ------------------------------------------------------------------------ | -------------------------------------------------------------- | -------- | -------------------- | ------------- | ---------------------------------------------------------- |
|      | Andělé a Nejsvětější Trojice                                             | Olomouc, kostel Panny Marie Sněžné, nástavec oltáře sv. Ignáce | dřevo    | 20. léta 18. století | 1720          | připsáno dílu Jana Sturmera                                |
|      | Kazatelna                                                                | Jívová, kostel sv. Bartoloměje                                 | dřevo    | 30. léta 18. století | po 1721       | připsáno dílu Jana Sturmera                                |
|      | Řezbářská výzdoba oltáře v Dušičkové kapli                               | Olomouc, kostel sv. Mořice                                     | dřevo    | 30. léta 18. století | 1722–1723     | doloženo jako dílo Filipa Sattlera                         |
|      | Sv. Dominik, sv. Kateřina Sienská, sv. Růžena z Limy, sv. Tomáš Akvinský | Olomouc, kostel sv. Kateřiny, hlavní oltář                     | dřevo    | 40. léta 18. století | asi 1725–1726 | připsáno dílu Filipa Sattlera, umístěno na nepůvodní oltář |

## Díla mimo monografie
| Foto | Dílo                                     | Lokalita                                   | Materiál | Datování                           | Poznámka                                                                   |
| ---- | ---------------------------------------- | ------------------------------------------ | -------- | ---------------------------------- | -------------------------------------------------------------------------- |
|      | Krucifix                                 | Šumvald, kostel sv. Mikuláše, hlavní oltář | dřevo    | 1729–1730                          | dříve v kapli sv. Antonína Paduánského tamtéž                              |
|      | Krucifix                                 | Olomouc, kostel sv. Kateřiny, předsíň      | dřevo    | kolem 1735                         |                                                                            |
|      | Vitrína na starší relikviáře sv. Pavlíny | Olomouc, katedrála sv. Václava, krypta     | dřevo    | druhá polovina 30. let 18. století | dílna, původem z kaple sv. Pavlíny v kostele Panny Marie Sněžné v Olomouci |
|      | Krucifix                                 | Úsov, kostel sv. Jiljí, pod kruchtou       | dřevo    | asi 1736–1737                      |                                                                            |
|      | Bičovaný Kristus                         | Úsov, kostel sv. Jiljí                     | dřevo    | konec 30. let 18. století          | dlouhodobě zapůjčeno do Arcidiecézního muzea v Olomouci                    |
|      | 2 Andělé                                 | Olomouc, Muzeum umění                      | dřevo    | před 1745                          |                                                                            |